# Удокан (вулкан)
Удокан — массивное разрушенное вулканическое плато в Забайкальском крае России.
В массиве имеется 12 вершин, 4 щитовидных вулкана, 2 стратовулкана и 6 озёр. Самые известные: Аку, Сыни, Чепе (щитовидный) и Удокан Плато (основной вулкан). Удокан используется для добычи медных руд.